# Parafia św. Katarzyny Aleksandryjskiej w Rozkochowie
Parafia Świętej Katarzyny Aleksandryjskiej w Rozkochowie – parafia rzymskokatolicka, znajdująca się w diecezji opolskiej, w dekanacie Głogówek.